# خراجات مونرو الدقيقة
خراجات مونرو الدقيقة هي خراجات (تجمعٌ من الخلايا المتعادلة) في الطبقة المُتقرنة من البشرة؛ نتيجةً لترشيح الخلايا المتعادلة من الأدمة الحليمية نحو الطبقة المتقرنة في البشرة. تُعتبر هذه الخراجات من العلامات الرئيسية في الصدفية حيثُ تتواجد في المناطق مفرطة التقرن والمناطق التي فيها خطل تقرن في الطبقة المُتقرنة. لا تُوجد خراجات مونرو الدقيقة في التهاب الجلد الدهني.
سُميت نسبةً إلى وليام جون مونرو (1863–1908).